# Rasmus Lerdorf
Rasmus Lerdorf, né le 22 novembre 1968 à Qeqertarsuaq au Groenland, est un programmeur groenlandais et canadien principalement connu pour être l'auteur de la première version du langage de programmation PHP. 
Entre 1985 et 1994, Lerdorf a travaillé sur divers projets Unix. 
Par la suite, Rasmus a également participé au développement ultérieur de PHP dont la direction était alors assumée par Andi Gutmans et Zeev Suraski, qui fondèrent plus tard Zend Technologies. 
En 1993, il a décroché une maîtrise en ingénierie des systèmes à l'université de Waterloo (Canada).
De 2002 à 2009, Lerdorf a été employé comme ingénieur chez Yahoo! et depuis 2012 travaille chez Etsy.